# كاجيانو
كاجيانو (بالإيطالية: Caggiano)‏ هي بلدية تقع في مقاطعة ساليرنو في إقليم كامبانيا جنوب غرب إيطاليا.

## جغرافية
تقع قرب منطقة بازيليكاتا، تحد كاجيانو بلديات اوليتاو بيرتوزا و بولا وسالفيتل وسانت أنجيلو لي فراتي Fratte ( PZ ) وسافويا دي لوكانيا (PZ) وفييتري دي بوتنسا (PZ) وتحسب القرى الصغيرة (فراتسيوني) في كالابري، فونتانا كاجيانو الأول، ماتينا، ماتينا الخامس، وبيدي لارما.

## صالة عرض

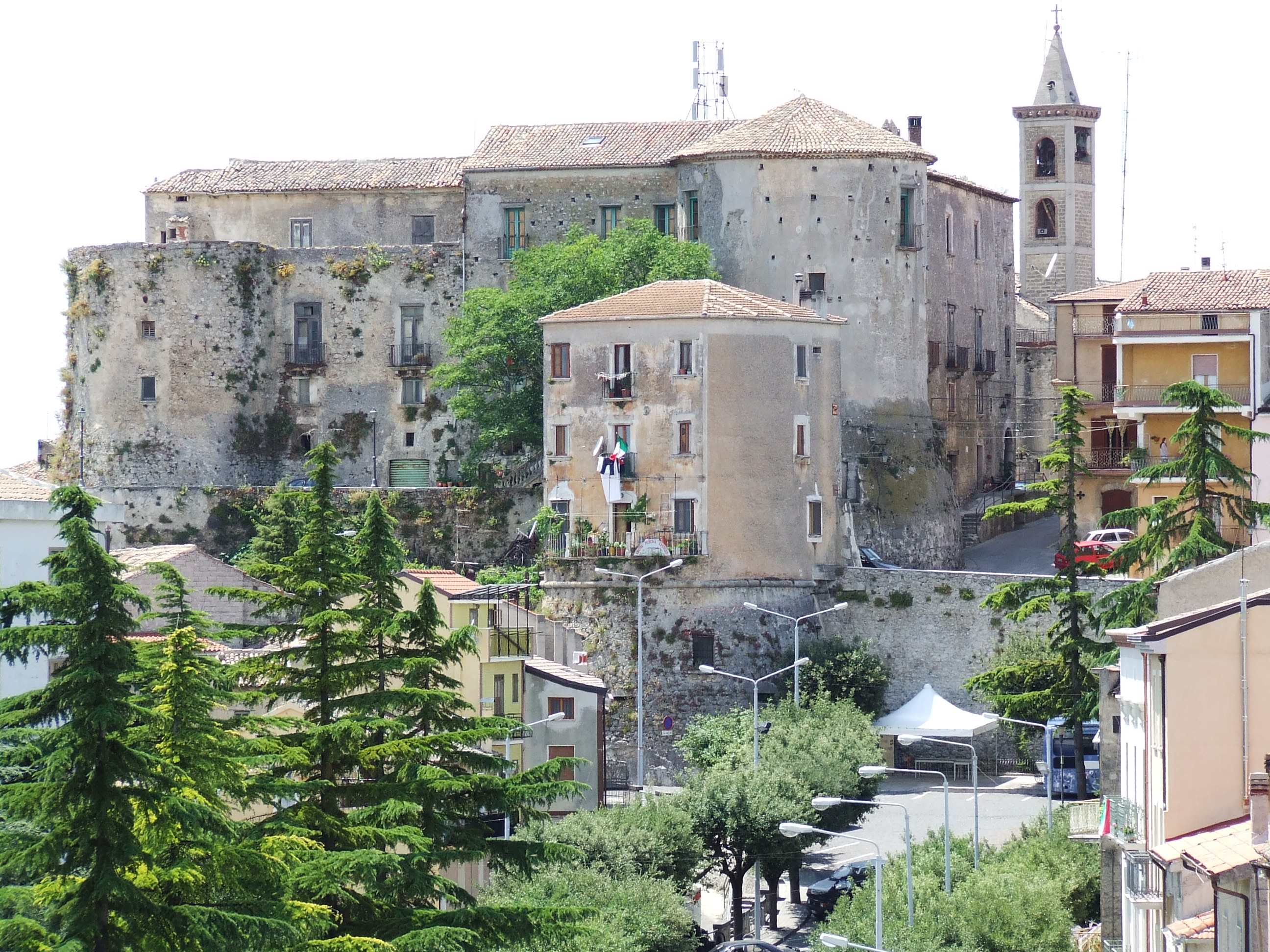
قلعة
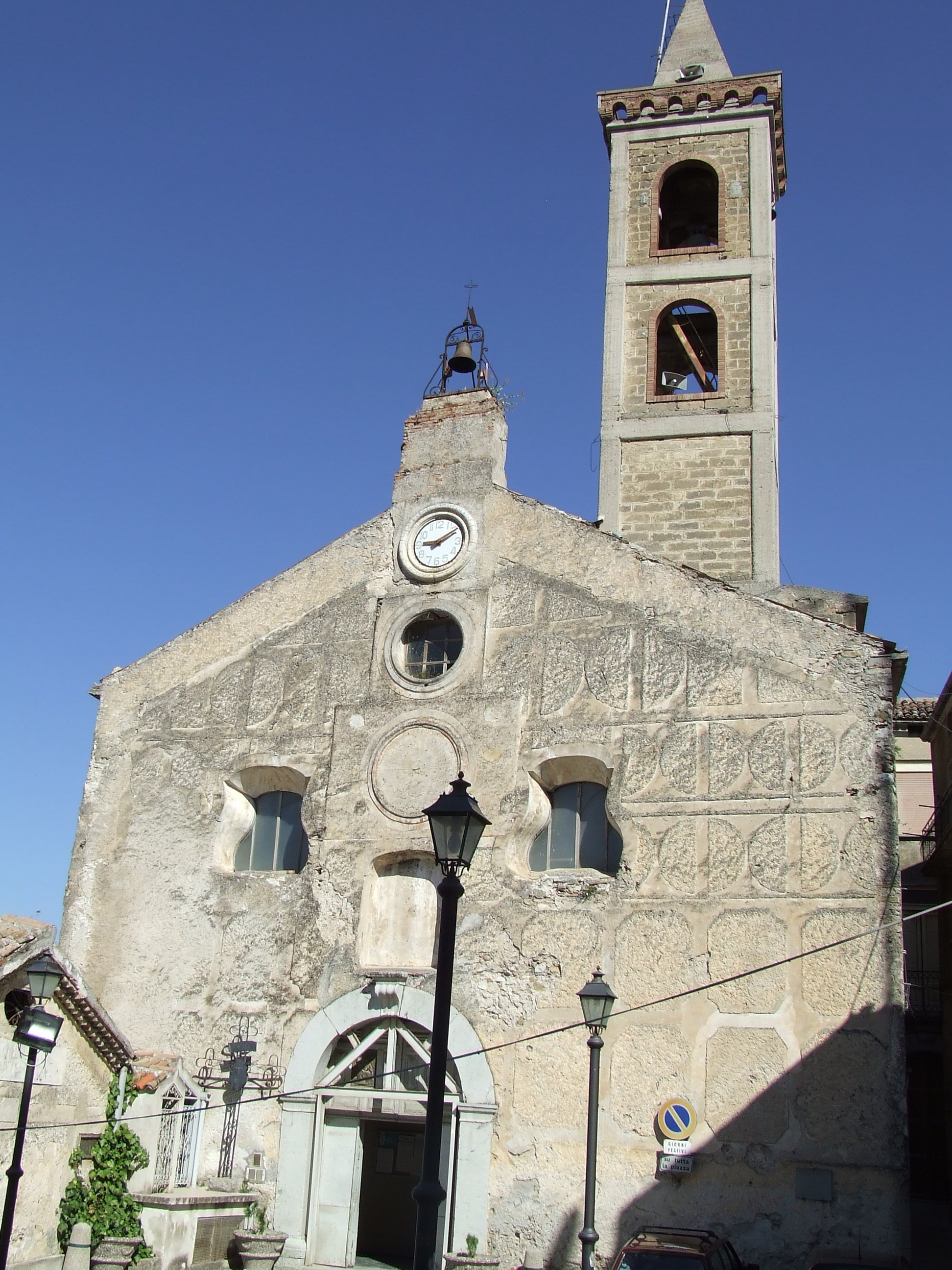
كنيسة القديس سالفاتور
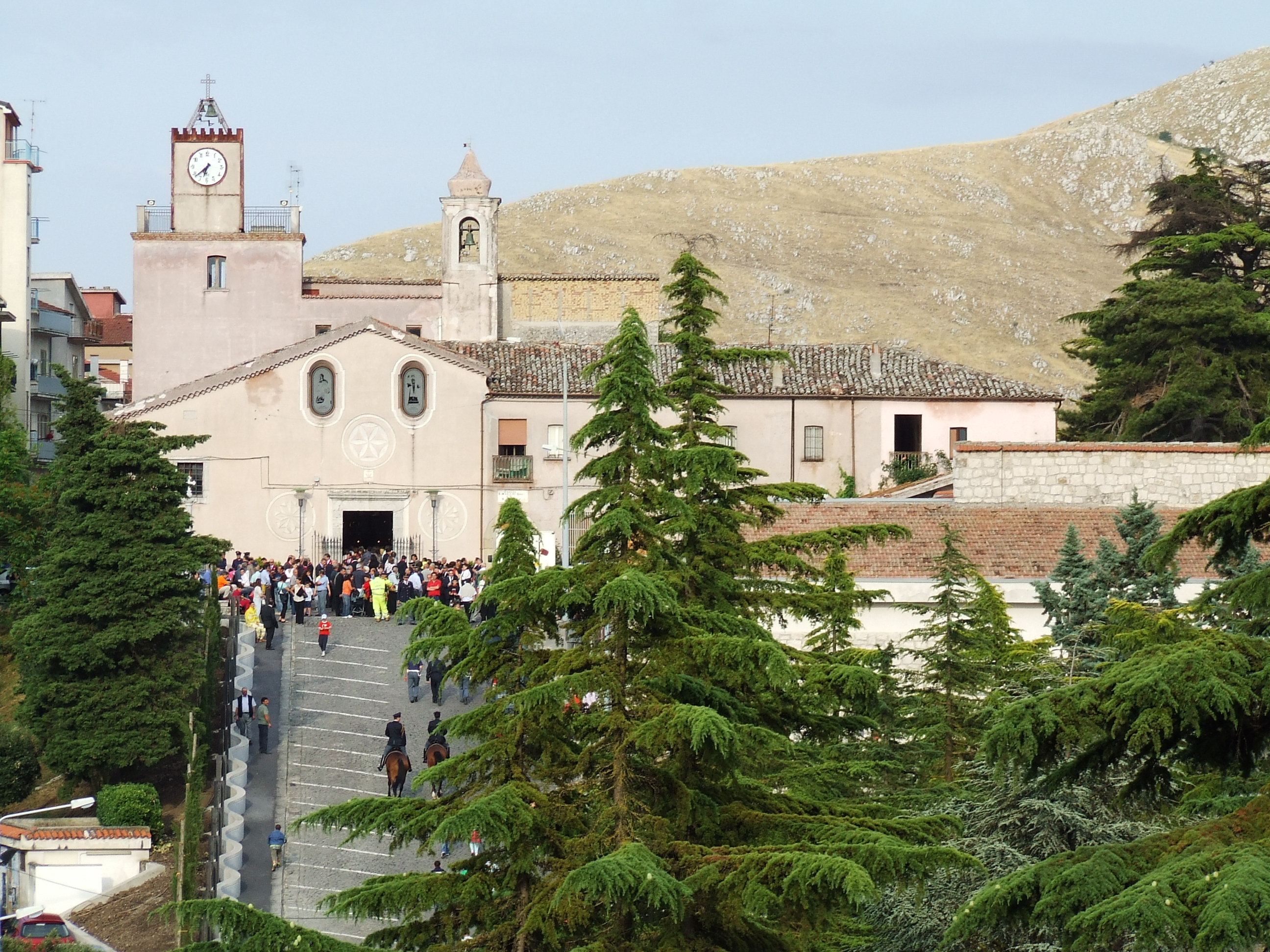
كنيسة القديس انطوني
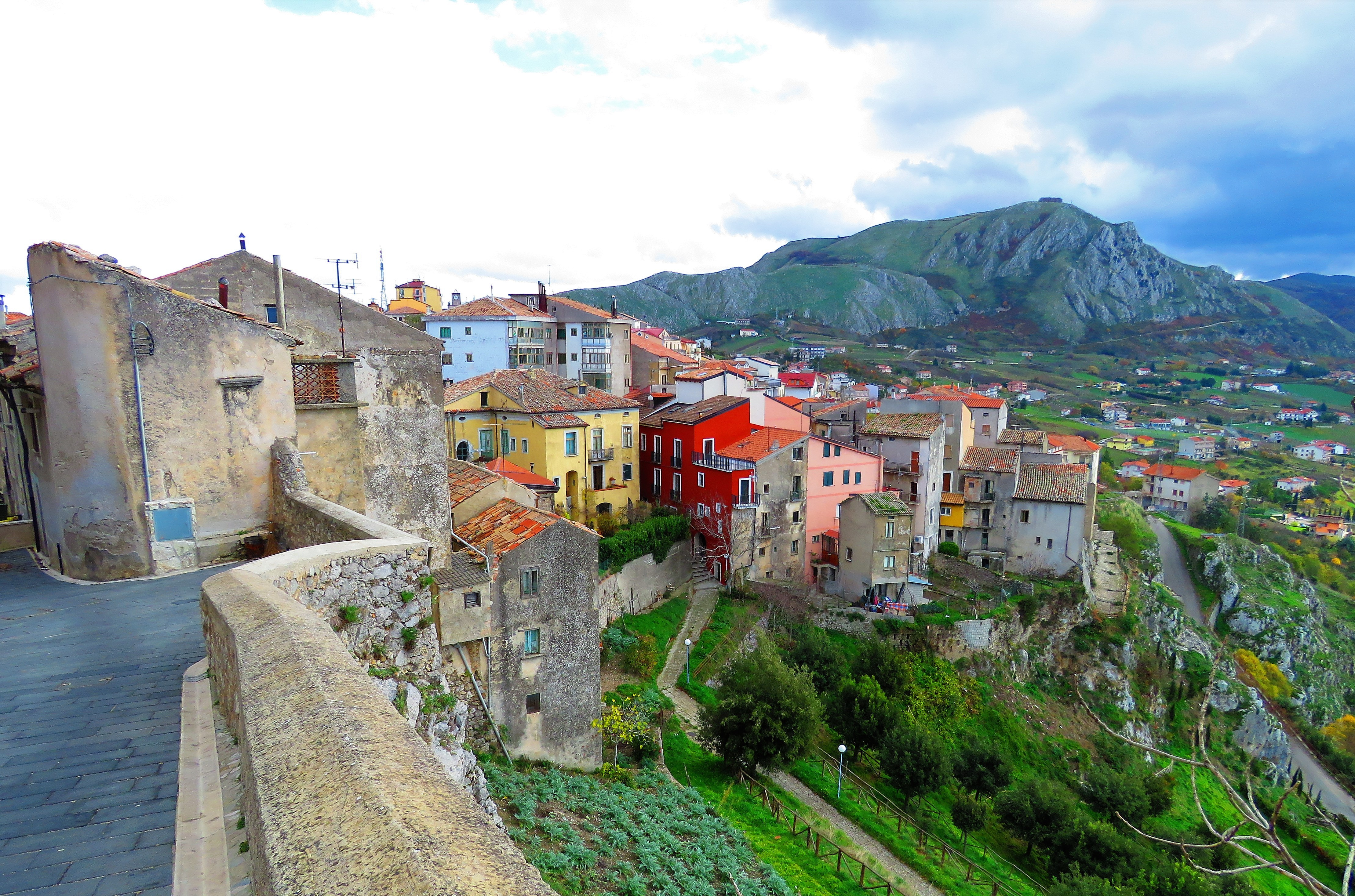
منظر من المدينة